# Barka (település)
Barka (szlovákul: Bôrka) község Szlovákiában, a Kassai kerület Rozsnyói járásában.

## Fekvése
Rozsnyótól 20 km-re keletre, a Csermosnya-patak völgyében fekszik. A községtől keletre húzódik a Szádelői-völgy.

## Története
1409-ben „Barka" alakban említik először, Torna várának uradalmához tartozott. A község gótikus temploma 1428-ban épült. 1759-ben XIII. Kelemen pápa az itteni Kármelhegyi Boldogasszony Társulat tagjait búcsúkiváltságokban részesítette. A falu lakói földműveléssel, erdőgazdálkodással, bányászattal, szénégetéssel foglalkoztak.
A 18. század végén Vályi András így ír róla: „BARKA. Magyar, és elegyes falu Torna Vármegyében, földes Ura Gróf Keglevich Uraság, mély völgyben épűlt, ’s egész a’ tetőkig fákkal keríttetett körűl, földgyei nehéz mivelésűek, és kősziklásak, ez okozza, hogy néha pénzen vett kenyérrel éllyenek lakosai; leginkább gyümöltsel kereskednek, mellyet a’ körűl lévő helységekben felszedvén, a’ Szepességre visznek, és ott tserében eladják; mások pedig esztergályozásból élnek, tányérokot, tálakat, ’s másféle fa edényeket készítenek; határbéli földgye, ha jól miveltetik, búzát is terem, réttyeinek egy része kétszer kaszáltatik, eladni való módgya középszerű, legelője elég, fája épűletre, és tűzre, makkja, almássa elég, második Osztálybéli."
1828-ban 72 házában 591 lakos élt. A 19. században a községben fűrésztelep, vasércbánya és kisebb vasgyár is működött. 1873-ban pestis, 1879-ben árvíz pusztított.
Fényes Elek geográfiai szótórában: „Barka, magyar falu, Abauj-Torna vgyében, egy szűk völgyben, Szomolnokhoz délre 2 mfdnyire: 386 kath., 225 ref., 6 zsidó lak. Kath. és ref. anyatemplom. Vasbányák és hámorok. Határa hegyes, kősziklás, s nem igen termékeny; rengeteg erdejéből sok tálat, kanalat, s más faeszközt készit; gyümölcskertjei szépek s gyümölcscsel a Szepességre élénk kereskedést folytat. F. u. gróf Keglevich. Ut. p. Rosnyó."
Borovszky monográfiasorozatának Gömör-Kishont vármegyét tárgyaló része szerint: „Barka, Abaúj-Torna vármegye határán fekvő magyar kisközség, körjegyzőségi székhely, 83 házzal. 626, nagyobbára róm. kath. vallású lakost 32számlál. Hajdan királyi birtok volt s vidékén, a hagyomány szerint az Árpád házból való királyok és királyi herczegek szokszor vadásztak. Később földesura a gr. Gyulay család lett, azután a gr. Keglevich család, majd a mult század második felében a gr. Zichy-Ferráris család birtokába jutott, mely utóbbi itt kastélyt is építtetett. Most a rozsnyói takarékpénztárnak van itt nagyobb birtoka és ezé a Zichy-féle átalakított kastély is. A községben két templom van. A kath. templom nagyon régi. Az egyház már 1428-ban fennállott. A református templom 1794 és 1804 között épült. 1848-ban az orosz csapatok néhány napig táboroztak a faluban és a falu határában. 1873-ban a kolera tizedelte meg a lakosokat, hat évvel később pedig árvíz pusztított a községben, a mikor is a víz egy méternél magasabban állott. A falu határában több kisebb, még ki nem kutatott cseppkőbarlang és egy jégbarlang van, azonkívül vannak vasbányák és a Szárpatakon deszka-gőzfűrész. A községet a Csermosnya patak három részre osztja. Postája Dernő, távírója Krasznahorkaváralja, vasúti állomása Rozsnyó."
1920-ig Gömör-Kishont vármegye Rozsnyói járásához tartozott. 1938 és 1945 között újra Magyarország része.

## Népessége
| Év:            | 1994. | 2004.    | 2014.    | 2024.    |
| -------------- | ----- | -------- | -------- | -------- |
| Emberek száma: | 352   | 461      | 543      | 652      |
| Eltérés:       |       | +30,96 % | +17,78 % | +20,07 % |

| Év:            | 2023. | 2024.   |
| -------------- | ----- | ------- |
| Emberek száma: | 646   | 652     |
| Eltérés:       |       | +0,92 % |

1910-ben 464-en, túlnyomórészt magyar anyanyelvűek lakták.
2001-ben 418 lakosából 225 magyar, 135 cigány és 47 szlovák volt.
2011-ben 516 lakosából 291 cigány, 163 magyar és 42 szlovák volt.
2021-ben 616 lakosából 279 (+11) magyar, 137 (+2) szlovák, 160 (+8) cigány, 3 egyéb és 37 ismeretlen nemzetiségű volt.

## Nevezetességei
- Szent Dorottya szobor. Lágy stílusú, gótikus alkotás. 1410-20 körül keletkezett.
- Mai kegytemploma 1759-ben barokk-klasszicista stílusban épült, 1896-ban megújították. Főoltára és szószéke 18. századi barokk alkotás. A templom a környék búcsújáróhelye lett a Kármelhegyi Boldogasszony ünnepén.
- Református temploma 1794-ben épült klasszicista stílusban, tornya 1804-ben készült el.
- Neobarokk kastélya a 19. század végén épült egy 18. századi udvarház alapjain.
- Ravatalozóját 2000-ben adták át.
- Hólyuk-barlang. Az Aggteleki-karszt és a Szlovák-karszt barlangjai részeként 1995-ben került fel az UNESCO Világörökség listájára.

## Gazdaság
- A község nagymértékű foglalkoztatási gondokkal küzd. Az állástalanok száma 2001-ben elérte a 78 százalékot.
- Állami Erdészeti Vállalat.

## Itt születtek
- Lengyel-Rheinfuss Ede (Barka, 1873. február 23. – Budapest, 1942. november 9.) festő.
- Itt született 1844-ben Breznay Béla pápai prelátus, egyetemi rendes tanár.